# Pseudotolithus elongatus
Espèce
Statut de conservation UICN

 LC  : Préoccupation mineure
Pseudotolithus elongatus, l’Otolithe Bobo, est une espèce de poissons de la famille des Sciaenidae qui se rencontre dans tous les milieux depuis l'eau douce jusqu'à l'eau de mer.

## Description
Pseudotolithus elongatus peut mesurer jusqu'à 62,5 cm de longueur totale mais sa taille habituelle est d'environ 30 cm. Il se nourrit de jeunes poissons, de crevettes et d'autres crustacés.

## Répartition
Ce poisson se rencontre dans l'Atlantique est, depuis les côtes du Sénégal jusqu'à celles de l'Angola. Il est présent depuis la surface et jusqu'à 100 m de profondeur mais, plus généralement, aux profondeurs comprises entre 50 et 100 m.

## Systématique
Le nom valide complet (avec auteur) de ce taxon est Pseudotolithus elongatus (Bowdich, 1825).
L'espèce a été initialement décrite en 1825 sous le protonyme Sciaena elongata par Sarah Bowdich Lee dans une publication de son mari, Thomas Edward Bowdich,.
Ce taxon porte en français le nom vernaculaire ou normalisé suivant : Otolithe Bobo.
Pseudotolithus elongatus a pour synonymes :
- Corvina clavigera Cuvier, 1830
- Corvina dux (Bowdich, 1825)
- Corvina nigrita Cuvier, 1830
- Johnius elongatus (Bowdich, 1825)
- Johnius guineensis (Osório, 1909)
- Johnius nigrita (Cuvier, 1830)
- Larimus elongatus (Bowdich, 1825)
- Otolithus guineensis Osório, 1909
- Sciaena dux Bowdich, 1825
- Sciaena elongata Bowdich, 1825
- Sciaena nigrita (Cuvier, 1830)

### Étymologie
Son épithète spécifique, du latin elongatus, « allongé », fait référence à son corps « considérablement allongé comparativement à l'espèce Sciaena levistomus de Cuvier (espèce probablement non publiée) » mais d'une manière plus générale aux Sciaenidae.

### Publication originale
- (en) Mrs Bowdich, « Fishes of Madeira », dans T. Edward Bowdich, Excursions in Madeira and Porto Santo, during the autumn of 1823, while on his third voyage to Africa, Londres, 1825, 278 p. (lire en ligne), p. 236.